# Нарбут, Фёдор Фёдорович

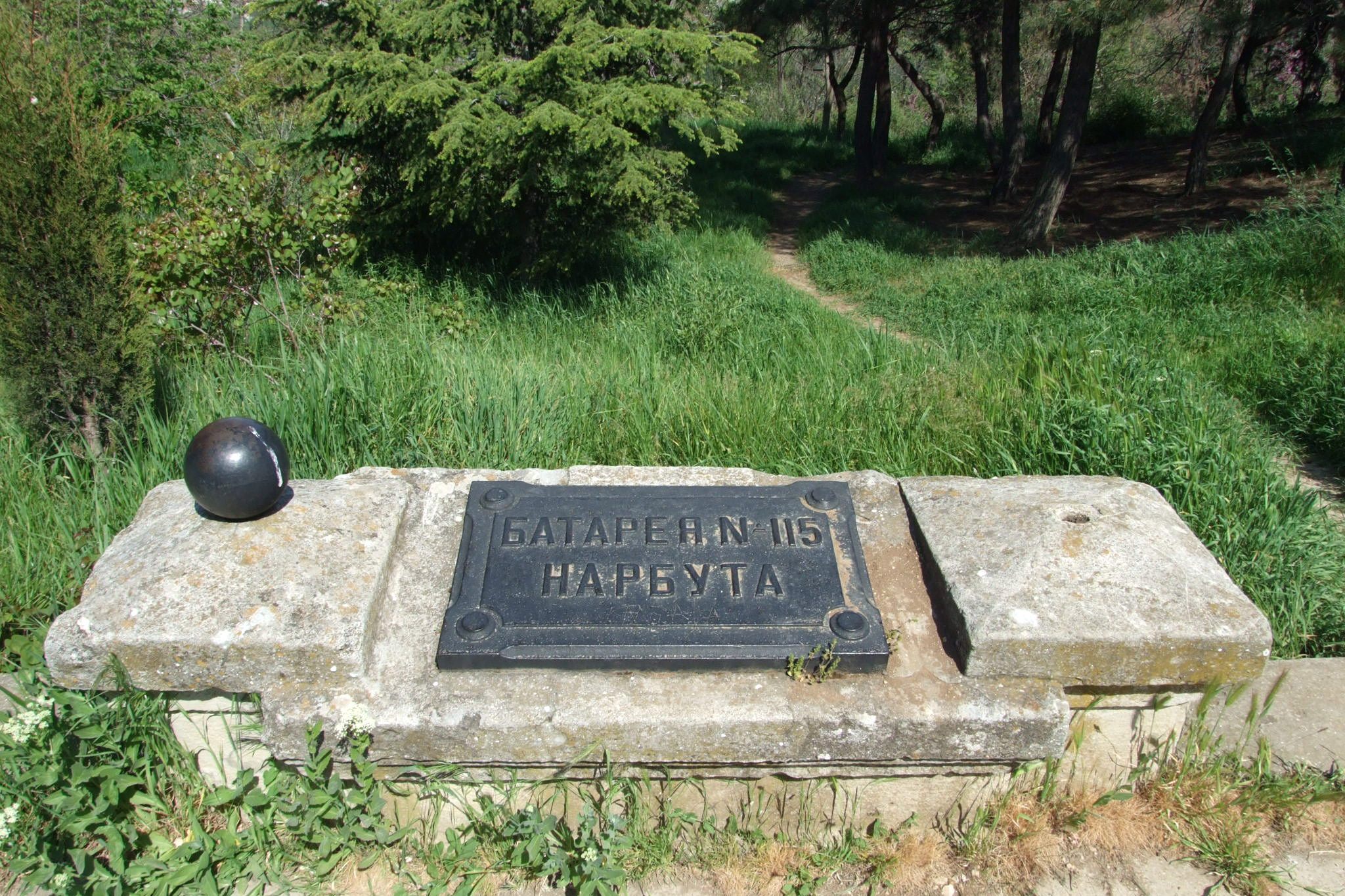
Памятное место батареи Нарбута на Историческом бульваре в Севастополе

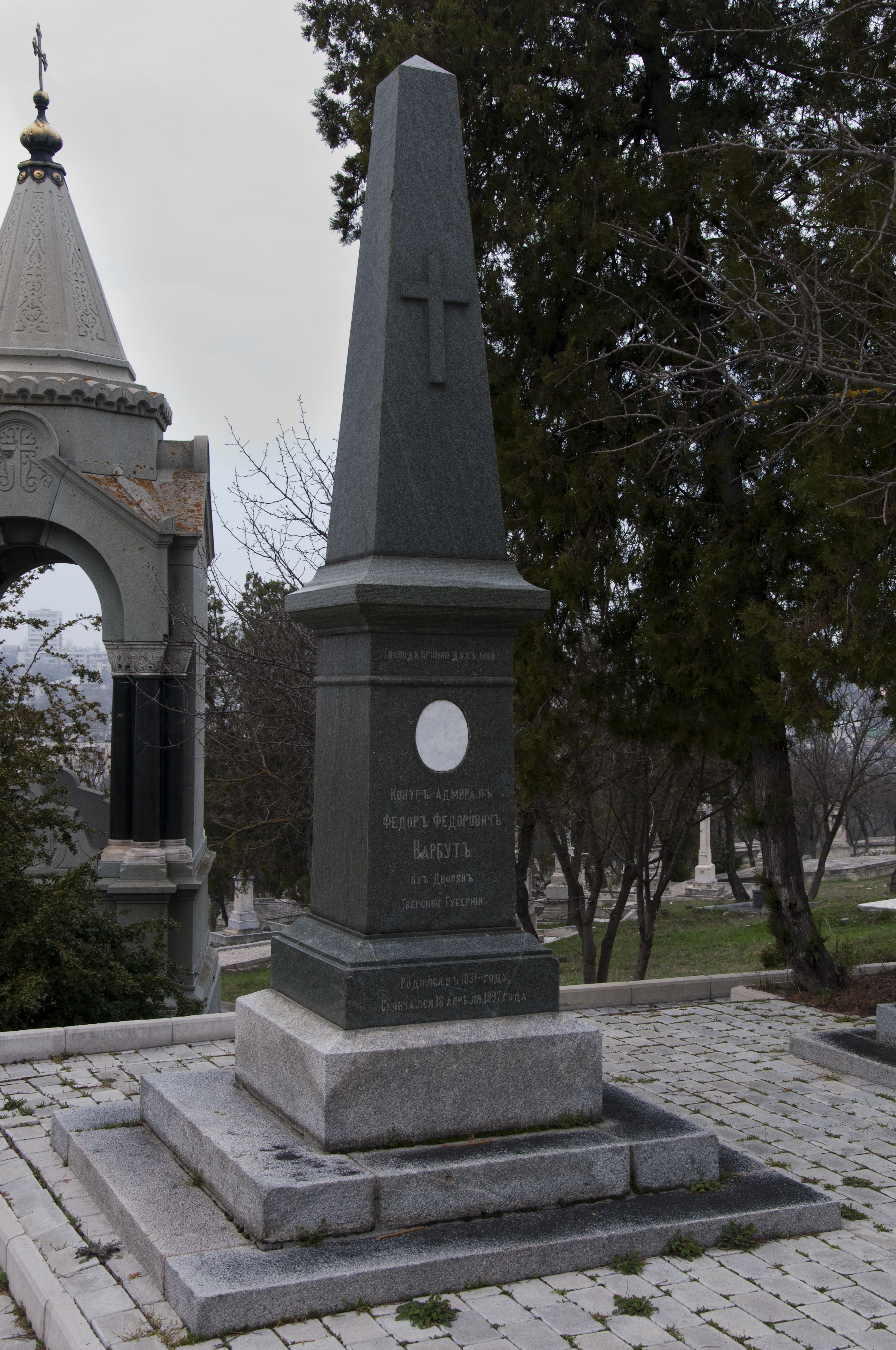
Могила Нарбута Фёдора Фёдоровича на Братском кладбище Севастополя

Фёдор Фёдорович На́рбут (14 [26] июня 1831—18 [30] апреля 1897, Севастополь) — русский контр-адмирал XIX века, герой Кавказской и Крымской войн. Дворянин Тверской губернии, происходил из старинного литовского рода Нарбутов.

## Служба
15 августа 1844 года Фёдор Нарбут поступил в Морской корпус кадетом. 15 августа 1848 года произведён в гардемарины. В 1849 и 1850 годах на кораблях «Память Азова», «Арсис» и «Полтава» крейсировал в Балтийском море у берегов Дании.
9 августа 1850 года произведён в мичманы с назначением в Черноморский флот. В 1851 году на транспорте «Рион» плавал между Севастополем и Николаевом, потом на корабле «Три Святителя» крейсировал в Чёрном море, и на пароходо-фрегате «Владимир» ходил по черноморским портам. В 1852 году на бриге «Меркурий» крейсировал у абхазских берегов и участвовал в десантной высадке у мыса Адлер.
В 1853 году на корабле «Три Святителя» участвовал в Синопском сражении, за что был награждён орденом Святой Анны 3 степени с мечами и бантом. 18 ноября произведён за отличие в лейтенанты. В 1854 году на том же корабле был на Севастопольском рейде. 8 сентября участвовал в Альминском сражении в составе Сводного морского батальона. С 13 сентября 1854 года по 13 июля 1855 года лейтенант Нарбут состоял в гарнизоне Севастополя. Командовал 53-й батареей на 4-м бастионе, где 6 апреля был контужен ядром в плечо, 25 мая — в голову и 5-го июня — в грудь, и ранен в лицо. За отличие при обороне Севастополя награждён орденом Святого Владимира 4 степени с мечами и бантом и золотой саблей «За храбрость».
В 1856 году на винтовом клипере «Наездник» перешёл из Архангельска в Кронштадт. В 1857 году на винтовом корвете «Рысь» перешёл из Кронштадта в Николаев. На рубеже 1858—1859 годов на корабле «Цесаревич» перешёл из Николаева в Кронштадт.
25 июня 1860 года прикомандирован на правах раненых к Черноморской роте флотских кадетов.
В 1861 году переведён во 2-й сводный Черноморский флотский экипаж. На корвете «Сокол», будучи старшим офицером, перешел из Николаева в Средиземное море, и потом прибыл в Кронштадт, оттуда сухопутным путем возвратился в Николаев и состоял по особым поручениям при главном командире Николаевского порта генерал-адъютанте Б. А. фон Глазенапе. На императорской яхте «Тигр» ходил по черноморским портам. Награждён орденом Святого Станислава 2-й степени.
В 1862—1866 годах командовал винтовой шхуной «Дон», крейсировавшей у абхазских и сочинских берегов во время очередного восстания абхазов и убыхов. 1 января 1863 года произведён в капитан-лейтенанты. В 1864 году награжден серебряной медалью «За покорение Западного Кавказа» и крестом «За службу на Кавказе».
В 1866—1868 годах, командуя шхуной «Салгир», плавал по черноморским портам и у кавказских берегов. В 1868 году награждён императорской короной к ордену Святого Станислава 2-й степени. Вследствие контузий разрешено носить во всех случаях вместо шляпы фуражку. В 1869 году, командуя шхуной «Салгир», занимал брандвахтенный пост у Очакова. В 1870—1872 годы командовал шхуной «Соук-Су» в Средиземном море.
1 января 1871 года произведён в капитаны 2-го ранга и в том же году награждён орденом Святой Анны 2-й степени. В 1873 году зачислен в состав 2-го Черноморского флотского Его Королевского Высочества герцога Эдинбургского экипажа. 1 января 1875 года произведён в капитаны 1 ранга. 29 мая 1876 года назначен капитаном практического порта в Одессе с зачислением по флоту. В 1880 году награждён орденом Святого Владимира 3-й степени и пожалован черногорским Орденом Даниила. 5 августа 1885 года произведен в контр-адмиралы с увольнением со службы.
Умер Фёдор Фёдорович 18(30) апреля 1897 года в городе-герое Севастополе, похоронен на Братском кладбище Северной стороны города. Надгробие представляет собой диоритовый обелиск на ступенчатом гранитном стилобате. На памятнике — рельефный четырехконечный крест, в средней части — овальный медальон, в котором находилось рельефное изображение адмирала. На лицевой стороне мемориальная надпись: «Господи, прійми духъ мой». Ниже: «Контръ-Адмиралъ Федоръ Федоровичъ Нарбутъ. Изъ дворянъ Тверской губерніи». Ещё ниже: «Родился въ 1831 году. Скончался 18 Апрѣля 1897 года». На противоположной стороне: «Участвовалъ въ сраженіяхъ Кавказъ, Синопъ, Альма, Севастополь, 4-й бастионъ. 9 мѣсяцевъ. Три раза был раненъ».

## Сочинения
В «Морском сборнике» за 1868 и 1869 годы напечатаны были статьи Ф. Ф. Нарбута: «По поводу статьи: из записок Севастопольца», «Некролог контр-адмирала П. А. Карпова».